# Stenocephalemys albipes
Stenocephalemys albipes là một loài động vật có vú trong họ Chuột, bộ Gặm nhấm. Loài này được Rüppell mô tả năm 1842.
Loài này sinh sống ở Ethiopia và Eritrea. Môi trường sống tự nhiên của chúng là rừng ẩm ướt nhiệt đới và vùng cây bụi nhiệt đới cao.
Đây là một loài có kích thước trung bình nặng khoảng 60 g (2 oz), với chiều dài đầu và thân trung bình là 132 mm (5,2 in) và đuôi là 162 mm (6,4 in). Đôi tai to, tròn và có nhiều lông.